# ズグロガモ
ズグロガモ （頭黒鴨、学名：Heteronetta atricapilla）は、カモ目カモ科に分類される鳥類の一種である。和名は、頭部が黒色であることから付けられた。他の鳥類に托卵する習性を持つ。

## 分布
南アメリカ南部に生息する。

## 形態
雄は頭から頸にかけてが黒色で、頸から下の体の上面は黒褐色である。体の下面は白色。嘴は黒色で、嘴の付け根に桃色の斑がある。雌は体全体が淡い褐色である。
尾は短く硬い。

## 生態
淡水の湖沼に生息する。通常は番で生活し、他のカモ類やオオバンの集団に混じっていることが多い。
繁殖形態は卵生。他の鳥類の巣に托卵を行う。托卵の相手はオオバンが多いが、その他カモハクチョウ、サケビドリ、ツルモドキ、クイナ類からカモメ、ハゲワシまで10種類以上の托卵先が知られている。雌は1つの巣に平均2卵を産む。卵は約21日で孵化するが、雛は孵化後1-2日で巣を離れ、その後は1羽で生活する。